# 側棒多板盾尾魚
側棒多板盾尾魚，又稱側棒鋸尾鯛，為輻鰭魚綱鱸形目刺尾魚亞目刺尾魚科的其中一個種，於1846年首次被法國動物學家Achille Valenciennes正式描述為Naseus laticlavius，模式種產地為加拉巴哥群島，分布於中東太平洋區，從哥斯大黎加至哥倫比亞海域，棲息深度3-30公尺，本魚體呈橢圓形且側扁，頭部背部輪廓陡峭，眼睛位於頭部高處，牙齒中等大小，排列緊密，扁平，邊緣呈鋸齒狀，尾柄兩側各有3個骨板，體被櫛鱗，身體整體顏色為灰色，與黃色尾鰭形成鮮明對比，尾鰭上有一條黑色垂直條穿過眼睛，另一條位於後腦勺，幼魚大部分呈黃色。背鰭硬棘7-8枚，背鰭軟條27-29枚，臀鰭硬棘3枚、臀鰭軟條23枚，體長可達60公分，棲息在珊瑚礁區或岩礁區，成群活動，以藻類為食，可作為觀賞魚。

## 擴展閱讀
維基物種上的相關：側棒多板盾尾魚